# Dichlorometan
Dichlorometan, chlorek metylenu, CH
2Cl
2 – organiczny związek chemiczny z grupy halogenków alkilowych, chlorowa pochodna metanu. W temperaturze pokojowej i przy ciśnieniu atmosferycznym jest bezbarwną, szybko parującą cieczą. Ma charakterystyczny, słodkawy zapach.

## Właściwości chemiczne
Zasadniczo jest uznawany za niepalny, w teście w zamkniętym tyglu nie ulega zapłonowi, ale w temperaturze ok. 600 °C ulega samozapłonowi. Ponadto w stężeniach 13–22% w powietrzu może nastąpić wybuch. Jest mało reaktywny (na przykład mniej podatny od chloroformu na rozkład pod wpływem światła).

## Zastosowania
Dichlorometan stosuje się głównie jako rozpuszczalnik do reakcji oraz ekstrakcji, a także mało polarny eluent w chromatografii cieczowej (w tym HPLC). Będąc znacznie mniej szkodliwym od chloroformu, w znacznym stopniu wyparł ten rozpuszczalnik z preparatyki organicznej.
Ze względu na niską temperaturę wrzenia jest używany w demonstracyjnych silnikach cieplnych opartych na małych różnicach temperatur, takich jak pijący ptak.

## Bezpieczeństwo
Jest najmniej szkodliwym z chlorowych pochodnych węglowodorów, ale jego duża lotność zwiększa niebezpieczeństwo zatrucia. Działa drażniąco na skórę i oczy oraz toksycznie po wchłonięciu przez drogi oddechowe lub połknięciu. Podejrzewa się go o właściwości kancerogenne. Wdychany, powoduje narkozę i utratę przytomności.